# Capitoli di Sfondamento dei cieli Gurren Lagann

Copertina dell'edizione italiana del secondo volume

Questa è la lista dei capitoli del manga Sfondamento dei cieli Gurren Lagann, illustrato da Kotaro Mori. L'opera ha iniziato la serializzazione sulla rivista giapponese shōnen Dengeki Comic Gao! il 27 aprile 2007, edita da MediaWorks. Il manga concluse temporaneamente la serializzazione il 27 febbraio 2008 quando la rivista fu interrotta, ma continuò sulla rivista per manga di ASCII Media Works Dengeki Daioh il 21 aprile 2008. Il primo volume fu pubblicato in Giappone il 27 settembre 2007, contenente i primi 5 capitoli, e fu pubblicato sotto l'etichetta di ASCII Media Works Dengeki Comics; il secondo volume uscì il 27 marzo 2008.
Bandai Entertainment ha acquisito i diritti per l'edizione inglese e lo ha pubblicato nel Nord America. In Italia i diritti sono stati acquisiti da Panini Comics che lo ha pubblicato sotto la divisione Planet Manga dal 22 luglio 2010.

## Lista volumi
| Nº | Titolo italiano Giapponese 「Kanji」 - Rōmaji | Data di prima pubblicazione              | Data di prima pubblicazione |
| Nº | Titolo italiano Giapponese 「Kanji」 - Rōmaji | Giapponese                               | Italiano                    |
| 1  | Sfondamento dei cieli Gurren Lagann 1 「天元突破グレンラガン １」 - Tengen toppa Guren Ragan 1 | 27 settembre 2007 ISBN 978-4-8402-4057-4 | 22 luglio 2010              |
| 1  | Capitoli - 01. Puntiamo alla superficie! - 02. Non credere in te stesso! - 03. Basta solo crederci fermamente! - 04. La tua spavalderia ti porterà alla morte! - 05. Non ci capisco proprio niente! |                                          |                             |
| 2  | Sfondamento dei cieli Gurren Lagann 2 「天元突破グレンラガン 2」 - Tengen toppa Guren Ragan 2 | 27 marzo 2008 ISBN 978-4-8402-4253-0     | 26 agosto 2010              |
| 2  | Capitoli - 06. Non lo capiresti nemmeno in una vita intera! - 07. Il suo modo di vestire è indecente! - 08. L'unico luogo che mi è rimasto - 09. Ha una bella forma!♥ - 10. Scappando non si ottiene nulla! |                                          |                             |
| 3  | Sfondamento dei cieli Gurren Lagann 3 「天元突破グレンラガン 3」 - Tengen toppa Guren Ragan 3 | 27 novembre 2008 ISBN 978-4-04-867441-6  | 23 settembre 2010           |
| 3  | Capitoli - 11. Questa scazzottata la lascio a te - 12. La schiena è scoperta - 13. Maledetto... dove hai messo la testa? - 14. Ti sei svegliato? - 15. Addio, amico mio |                                          |                             |
| 4  | Sfondamento dei cieli Gurren Lagann 4 「天元突破グレンラガン 4」 - Tengen toppa Guren Ragan 4 | 27 giugno 2009 ISBN 978-4-04-867928-2    | 21 ottobre 2010             |
| 4  | Capitoli - 16. Non è la Brigata Gurren... - 17. Non ti è permesso morire! - 18. A voi il resto! - 19. Vi infliggerò la morte più misera e umiliante! - 20. Prendo un attimo in prestito la tua trivella! - 21. È merito tuo! |                                          |                             |
| 5  | Sfondamento dei cieli Gurren Lagann 5 「天元突破グレンラガン 5」 - Tengen toppa Guren Ragan 5 | 27 marzo 2010 ISBN 978-4-04-868511-5     | 17 febbraio 2011            |
| 5  | Capitoli - 22. Qualche passo avanti l'avrò fatto? - 23. È più coperta del solito! - 24. Il tuo viaggio è giunto al capolinea - 25. Vi chiedo di unirvi a voi! - 26. Non potrai agganciarti con nessuno! - 27. Davvero vuoi che lo faccia io? - 28. Dammi un Gunmen! |                                          |                             |
| 6  | Sfondamento dei cieli Gurren Lagann 6 「天元突破グレンラガン 6」 - Tengen toppa Guren Ragan 6 | 27 novembre 2010 ISBN 978-4-04-868995-3  | 16 giugno 2011              |
| 6  | Capitoli - 29. No che non basta! - 30. Di', maledetto, tu lo sai cosa si prova...? - 31. Attendete cortesemente ancora per qualche attimo!♥ - 32. Giraaa! Giraaa!! - 33. Ed è proprio quello... - 34. Uomo della spirale! - 35. Non riusciremo mai a sconfiggere un avversario simile - 36. Io vado incontro al domani                                                                                       |                                          |                             |
| 7  | Sfondamento dei cieli Gurren Lagann 7 「天元突破グレンラガン 7」 - Tengen toppa Guren Ragan 7 | 27 giugno 2011 ISBN 978-4-04-870627-8    | 17 maggio 2012              |
| 7  | Capitoli - 37. Signor Kamina... - 38. Sai, il mio sogno è... - 39. Ma non ha la faccia! - 40. Per te, caro Simon. - 41. Benvenuto all'inferno! - 42. È questo il mio posto. |                                          |                             |
| 8  | Sfondamento dei cieli Gurren Lagann 8 「天元突破グレンラガン 8」 - Tengen toppa Guren Ragan 8 | 27 gennaio 2012 ISBN 978-4-04-886284-4   | 8 novembre 2012             |
| 8  | Capitoli - 43. Certo che tu ne dici di spacconate. - 44. Accetto volentieri la sfida. - 45. Ecco il castigo per questi bimbi cattivi! - 46. In altre parole, siamo nei guai fino al collo! - 47. Credo sia una conseguenza del risveglio del potere della spirale. - 48. Assaggerete la disperazione più profonda. - 49. Ti aspetterò per sempre!                                                            |                                          |                             |
| 9  | Sfondamento dei cieli Gurren Lagann 9 「天元突破グレンラガン 9」 - Tengen toppa Guren Ragan 9 | 27 settembre 2012 ISBN 978-4-04-891024-8 | 21 novembre 2013            |
| 9  | Capitoli - 50. Eh, sì... pesi eccome - 51. Andiamo! Questa è l'ultima battaglia! - 52. Fin dove sarà necessario! - 53. Che gran rottura... - 54. Il cimitero... della spirale - 55. È così che abbiamo sempre fatto! - 56. Non dimenticherò mai nemmeno un minuto, un secondo di tutto questo! |                                          |                             |
| 10 | Sfondamento dei cieli Gurren Lagann 10 「天元突破グレンラガン 10」 - Tengen toppa Guren Ragan 10 | 27 giugno 2013 ISBN 978-4-04-891771-1    | 6 febbraio 2014             |
| 10 | Capitoli - 57. Volevo farlo e l'ho fatto! - 58. Esiste anche un'altra verità - 59. No, non è un addio. Noi siamo sempre insieme, giusto? - 60. Stavo vivendo un dolce sogno... - 61. Assolutamente nooo! - 62. Per questo dono sono davvero grato... al destino! - 63. Adesso lascia che ci pensi io! - 64. Allora proteggi quest'universo, costi quel che costi - 65. Le luci in cielo sono tutte stelle... |                                          |                             |